# Huber Ida
Huber Ida, Schleimer Ida Alojzia (Varjas, Temes megye, 1836 – Debrecen, 1869. november 11.) opera-énekesnő (szoprán).

## Életútja
Schleimer Jakab és Huber Erzsébet leánya. A Pest-budai Hangászegyesületi Énekiskolában tanult. Debütálása 1859. február 15-én volt a Nemzeti Színházban, az Ördög Róbert Izabella hercegnőjeként. „A színpadi szép, megnyerő külsővel bíró énekesnő hangja igen kellemes, tiszta s határozottan mezzosopran jellemű, közép- és mély hangja szépek” — írja első fellépéséről a Pesti Napló. A Vasárnapi Ujság szerint „valóban nehéz föladatát dicséretesen oldotta meg. Illy szép kezdetnek csak szerencsét kivánhatunk. Huber Idát a nagyszámu közönség többször zajosan megtapsolta.”
Később már nem volt ekkora sikere, az Eljegyzés lámpafénynél 1860-as bemutatójáról azt írták, hogy „mozgásai és beszédében a természetesség és kedély igen keresett volt.”
1863. július 31-én Pesten, a józsefvárosi plébánián házasságra lépett Nagy István újságíróval. 1865. július havában az aacheni színházhoz szerződött, majd Kölnben énekelt. 1866–68-ban Kolozsvárott, 1868–69-ben pedig Debrecenben játszott. Drámai és koloratúr szerepekben egyaránt feltűnt.

## Ismert szerepei
- Daniel Auber: Az ördög része – Casilda
- Vincenzo Bellini: Az alvajáró – Amina
- François-Adrien Boieldieu: A fehér asszony – Anna
- Félicien David: Lalla-Roukh – címszerep
- Ferdinand Hérold: Zampa – Camille
- Giacomo Meyerbeer: Dinorah – címszerep
- Giacomo Meyerbeer: Ördög Róbert – Izabella
- Jacques Offenbach: Eljegyzés lámpafénynél –
- Gioachino Rossini: A sevillai borbély – Rosina
- Giuseppe Verdi: A trubadúr – Leonora
- Lucia